# Venus de Galgenberg
La Venus de Galgenberg és una estatueta d'una Venus de la cultura aurinyaciana; data del 30000 ae.

## Descobriment
La descobriren el 23 de setembre de 1988, prop de Stratzing, al nord de Krems, Àustria, no lluny del lloc de la Venus de Willendorf. Abans de trobar-la es creia que la Venus de Hohle Fels era la figura femenina més antiga que es coneixia.

## Descripció
La figura fa 7,2 cm d'alçada i pesa 10 gr. Està esculpida en pedra serpentina verda.
La part posterior n'és plana i la postura recorda una ballarina. És per això que l'han anomenada "Fanny, la ballarina de Galgenberg" en referència a Fanny Elssler.
A diferència d'altres venus del Paleolític de la zona (Willendorf i Dolní Věstonice), és més prima i no marca tant els trets femenins. Un observador casual podria descriure-la com una caçadora amb un animal a l'espatlla.
L'estàtua segurament es feu a l'indret: la pedra és d'origen local.